# 張弘任
張弘任（？—1644年），字曾士，南直隸廬州府廬江縣人，明朝政治人物、賜特用進士出身。
崇禎六年舉人，崇禎十三年中殿試乙榜，十五年賜進士。歷官嘉定州知州、威遠知縣，時流賊猖狂，十七年張獻忠入蜀攻城，其誓死守城，令長子張振祚領數騎於夜間突圍求援，援軍未至，城陷為贼所抓，賊以官位誘降，弘任曰：「我為國守土牧民，今日之事，有死而已，肯從爾作賊耶！」賊因而怒殺之甚惨，張振祚回城見父親遇害，挺身擊賊，不勝而死。